# Скуби-Ду, къде си?
„Скуби-Ду, къде си?“ (на английски: Scooby-Doo, Where Are You!) е първото въплъщение от дълго излъчваната анимация на Хана-Барбера – „Скуби-Ду“. Шоуто дебютира на 13 септември 1969 г. по CBS и се излъчва в два сезона. Продуцирани са общо 25 епизода (17 в периода 1969-1970 г. и още 8 в 1970-1971 г.).

## Актьорски състав

### Главен състав
- Дон Месик - Скуби-Ду
- Кейси Кейсъм – Шаги Роджърс
- Франк Уелкър – Фред Джоунс
- Никол Джафи – Велма Динкли
- Индира Стефаниана Кристоферсън – Дафни Блейк (първи сезон)
- Хедър Норт – Дафни Блейк (от втори сезон)

### Допълнителни гласове
- Джийн Вандър Пил – Вдовицата Кътлър и Сара Дженкинс
- Джун Форей – Циганката
- Хал Смит – Фермер, Косгуд Крийпс, Фантомът Сянка, Бък Мастърс, Индиански вещер, Ейса Шанкс и Привидението без глава
- Джон Стивънсън – Чичо Стюарт, Призракът на Елайъс Кингстън, Призракът на Червената брада, Си Ел Магнъс, Д-р Джекил, Г-н Хайд, Клоунът Призрак, Професор Уейн, Пещерен човек, Големия Боб Оукли, Граф Дракула и Франкенщайн, Върколак, Джон Симс, Вещер, Шериф
- Вик Перин – Портиера Поп, Господаря на куклите, Каскадьора Карл и Горилат,
- Кий Люк – Призракът на Зен Туо и Г-н Фонг
- Бари Ричардс
- Сюзан Стюарт
- Майкъл Стъл
- Джордж А. Робъртсън младши

## „Скуби-Ду, къде си?“ в България
В България „Скуби-Ду, къде си?“ е преведено като „Къде си, Скуби-Ду?“ и започва излъчване на 29 октомври 2007 г. като част от детската програма на Диема Фемили след „Шоуто на Скуби-Ду“, въпреки че трябва да е преди него, всеки делничен ден от 13:55 и завършва на 30 ноември 2007 г. Ролите се озвучават от артистите Цветослава Симеонова, Елисавета Господинова, Петър Чернев и Станислав Димитров.

## Песничката
Българският вариант на песента в началото гласи:
| „ | Скуби-дуби-ду, къде си? Сега ни очаква много работа! Скуби-дуби-ду, къде си ти? Нуждаем се от помощта ти! Хайде Скуби-Ду, виждам те! Ела да прогониш призрака, както винаги! Слабичък си ти, промъкни се там, където виждам, че Шеги трепери. Знаеш, предстои да разкрием загадка, така че, внимавай какво вършиш. Не си тръгвай, знам че Скуди-Ду ще го стори за вкусен Скуби Снакс, това е сигурно. Скуби-Дуби-Ду, къде си ти? Ти си така добър и услужлив. Пеем за един нов Скуби-Ду, обичан от всички свои почитатели! | “ |